# Josh Davis
Josh Davis (n. 1 septembrie 1972, San Antonio, Texas, SUA) este un înotător american, medaliat olimpic. A participat la 2 ediții ale Jocurilor Olimpice (1996, 2000) în care a câștigat 4 medalii de aur și 3 medalii de argint.